# Neuvy (Allier)
Neuvy ist eine französische Gemeinde im Département Allier in der Region Auvergne-Rhône-Alpes. Administrativ ist sie dem Arrondissement Moulins zugeteilt.

## Geografie
Der Ort mit 1487 Einwohnern (Stand 1. Januar 2022) liegt im Norden der Auvergne in der historischen Provinz Bourbonnais etwa 100 Kilometer nördlich von Clermont-Ferrand nahe dem linken (westlichen) Ufer des Allier. Gegenüber am rechten Ufer des Allier liegt die Stadt Moulins. Auf dem Gemeindegebiet von Neuvy mündet die Queune in den Allier.

## Geschichte
Der Ortsname Neuvy ist gallo-römischen Ursprungs, novus vicus, und bedeutet ‚neue Siedlung‘. Folgende Toponyme sind bekannt: in accio Noviacense (950), Neuvic (1373), Novusvicus (1392) und in neuerer Zeit Neuvy-lès-Moulins. Um 1850 wurde in Neuvy ein Hort von römischen Silbermünzen mit dem Porträt des Kaisers Marcus Aurelius Probus ausgegraben.
Im Mittelalter war Neuvy eine Pfarrei, die der Diözese von Bourges und dem Parlement de Paris unterstand. Um 1760 zählte der Ort 96 steuerpflichtige Haushalte (Feux fiscaux).
Während der Okkupation Frankreichs durch die Wehrmacht im Zweiten Weltkrieg befand sich Neuvy – anders als der Nachbarort Moulins – vorerst in der unbesetzten Zone, da der Fluss Allier Teil der Demarkationslinie war. Nach 1942 wurde Neuvy aber dennoch von den Deutschen besetzt. Beide Orte wurden am 6. September 1944 befreit.

## Bevölkerungsentwicklung
| Jahr                       | 1962 | 1968 | 1975 | 1982 | 1990 | 1999 | 2009 | 2018 |
| -------------------------- | ---- | ---- | ---- | ---- | ---- | ---- | ---- | ---- |
| Einwohner                  | 831  | 882  | 1026 | 1440 | 1563 | 1496 | 1544 | 1547 |
| Quellen: Cassini und INSEE |      |      |      |      |      |      |      |      |

## Sehenswürdigkeiten
Siehe auch: Liste der Monuments historiques in Neuvy (Allier)
- Die Kirche Saint-Hilaire geht auf das 11. Jahrhundert zurück. Der Turm stammt aus dem 12. die beiden Seitenschiffe aus dem 15. Jahrhundert. Das Bauwerk ist seit 1929 ein französisches Kulturdenkmal.[4]
- Das Schloss Le Vieux-Melay ist seit 1985 ein französisches Kulturdenkmal.[5]

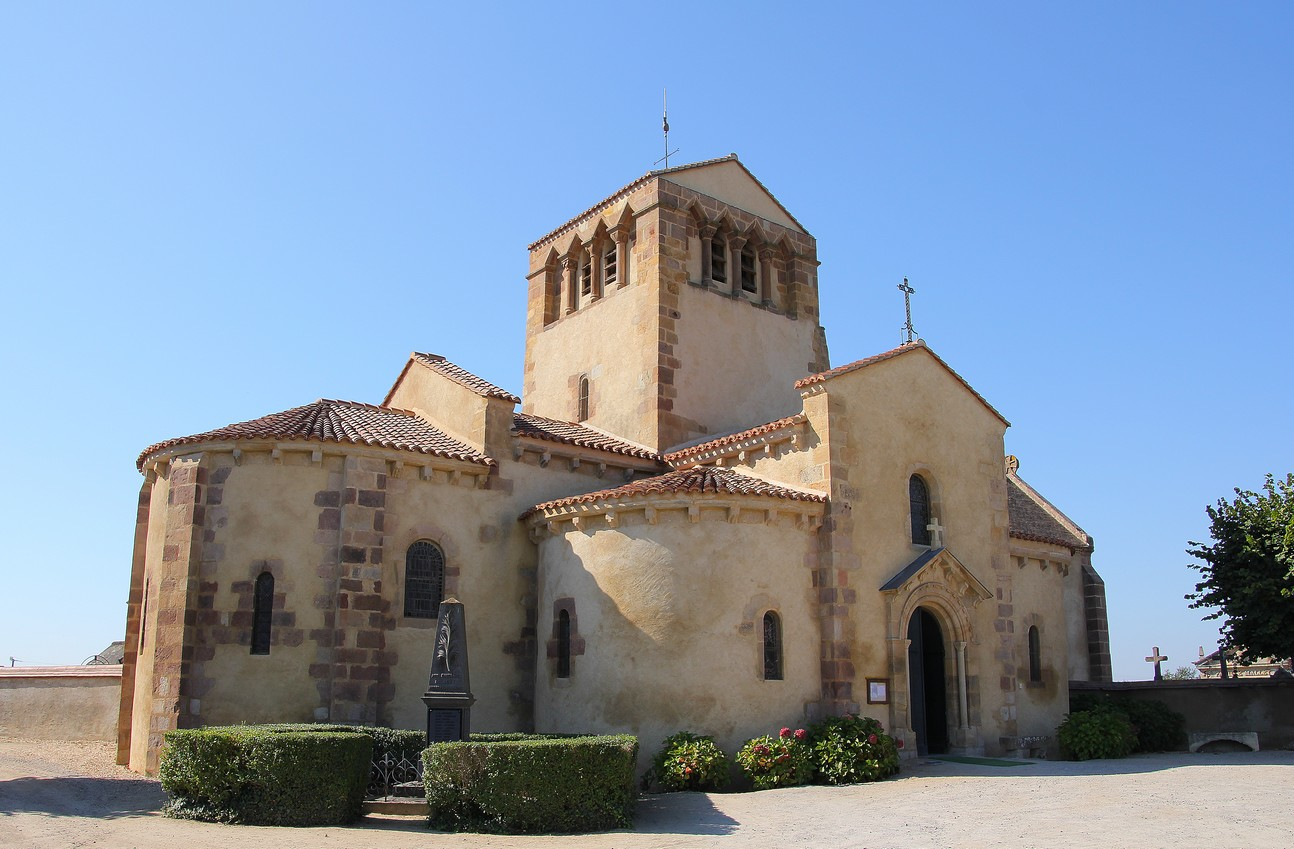
Kirche Saint-Hilaire
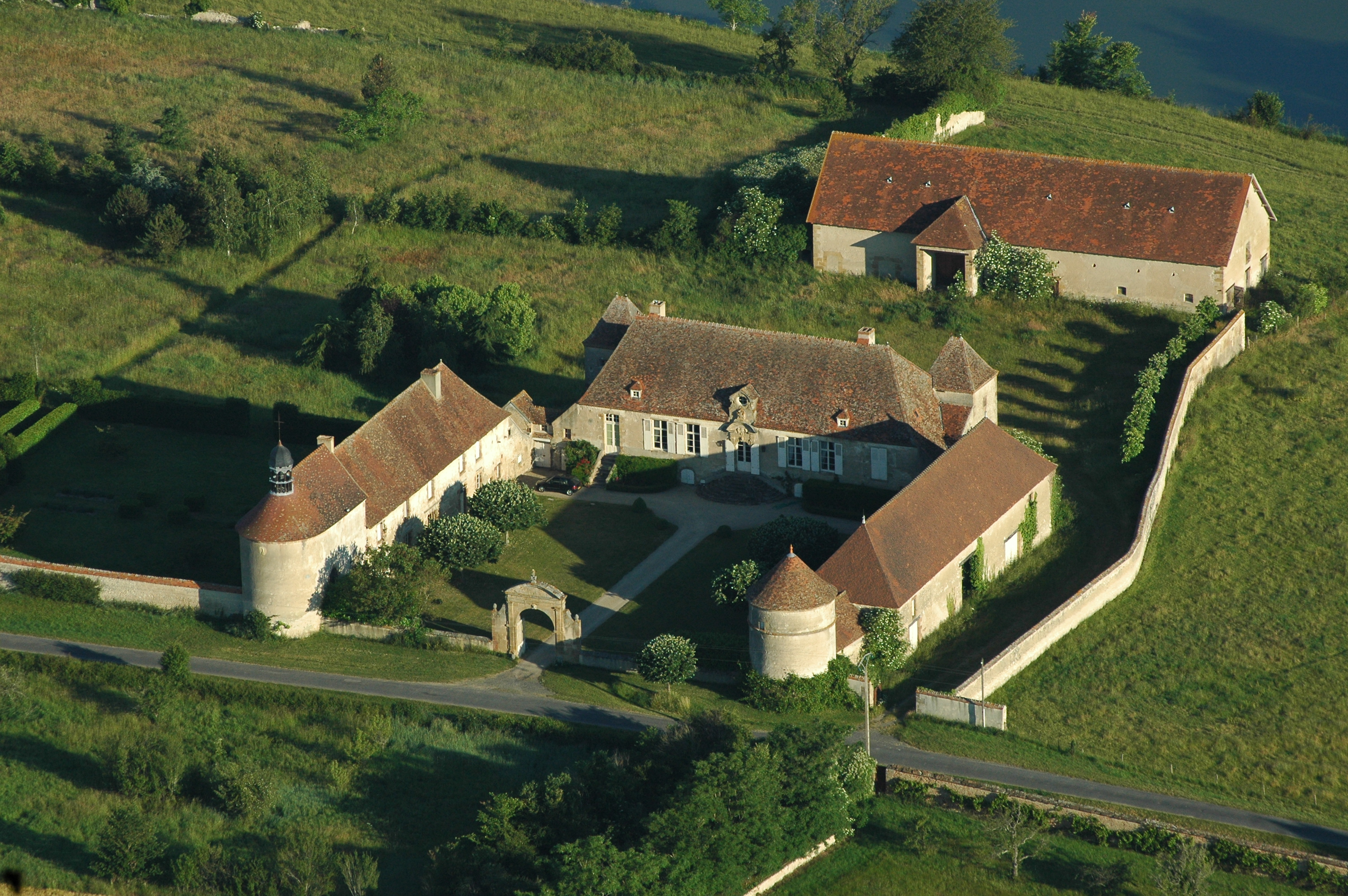
Schloss Le Vieux-Melay